# Alim Ben Mabrouk
Alim Ben Mabrouk (arabisch حليم بن مبروك; * 25. Juni 1960 in Lyon), auch Halim Benmabrouk, ist ein ehemaliger algerisch-französischer Fußballspieler, der seine gesamte Karriere bei französischen Vereinen verbrachte, international aber für Algerien auflief.

## Vereinskarriere
Ben Mabrouk verbrachte seine ersten acht Lebensjahre in einem Slum nahe Lyon, bevor er mit seinen Eltern in eine Siedlung der Metropolregion zog. Als Jugendspieler gehörte er demselben Verein wie sein etwa gleichaltriger Freund Luis Fernández an, der später den Sprung in die französische Nationalelf schaffte. Die späteren Profis bewarben sich um eine Aufnahme beim Profiklub Olympique Lyon, wurden aber beide nicht angenommen. Stattdessen wechselten sie gemeinsam zur AS Saint-Priest, bei der Ben Mabrouk 1979 den Sprung in die Drittligamannschaft erreichte. Er konnte sich im Team etablieren und weckte das Interesse des Zweitligisten Paris FC, der ihn 1981 unter Vertrag nahm.
Nach einem Zweitligajahr mit regelmäßigen Einsätzen unterschrieb er 1982 beim Stadt- und Ligarivalen RC Paris. Auch dort avancierte er direkt zum Stammspieler und konnte die Position über Jahre verteidigen; seiner von 1984 bis 1985 andauernden ersten Saison in der höchsten französischen Spielklasse folgte 1986 der erneute Aufstieg. Dieser war mit der Verpflichtung von Luis Fernández verbunden, an dessen Seite Ben Mabrouk seinen Stammplatz jedoch verteidigen konnte. Der Algerier lief im Pokalfinale 1990 auf, auch wenn dieses mit 1:2 gegen den HSC Montpellier verloren ging. Im selben Jahr kehrte er Paris den Rücken, nachdem er mit diesem trotz der Erfolge im Pokal in die zweite Liga abgestiegen war. 
Er fand im Erstligisten Girondins Bordeaux einen neuen Arbeitgeber. 1991 verließ er auch Bordeaux aufgrund des Abstiegs in die zweite Liga und kehrte in seine Heimatstadt Lyon zurück, wo er bei Olympique Lyon unterschrieb, von der er als Jugendlicher abgelehnt worden war. Wegen einer bedeutenden Konkurrenz war er bei dem Erstligisten aber nicht gesetzt, sodass er sich 1992 mit 32 Jahren nach 157 Erst- und 101 Zweitligapartien mit jeweils zehn Toren für eine Beendigung seiner Laufbahn entschied. Im Anschluss daran ließ er sich als Gastronom bei Lyon nieder.

## Nationalmannschaft
Während seiner Zeit beim RC Paris wurde Ben Mabrouk 1986 mit 25 Jahren in den Kader der algerischen Nationalelf berufen und gab bei einem 0:2 gegen die Schweiz am 6. Mai sein Debüt. Einige Wochen darauf wurde er für die WM 1986 berücksichtigt; im Verlauf des Turniers kam er in zwei Spielen zum Einsatz, auch wenn er bereits nach der Vorrunde das Ausscheiden hinnehmen musste. Den drei Länderspielen ohne Torerfolg folgten keine weiteren. Hinzu kommen allerdings zwei inoffizielle Partien gegen Vereinsmannschaften.